# Шевченко, Владимир Васильевич (политик)
Владимир Васильевич Шевченко (20 сентября 1918, Нижний Нагольчик, область Войска Донского — 20 апреля 1997, Луганск, Украина) — советский партийный деятель. Первый секретарь Краснодонского районного комитета КП(б) Украины, Кадиевского городского комитета КП(б) Украины, Луганского—Ворошиловградского областного комитета КПУ.

## Биография
Родился в рабочей семье 20 сентября 1918 года в селе Нижний Нагольчик в области Войска Донского.
Когда Владимиру было 7 месяцев, его отца казнили казаки за то, что он был партизаном.
С 1934 года по 1937 год учился в Харьковском коммунистическом техникуме.
С 1937 года по октябрь 1938 года — инспектор политико-просветительной работы Боково-Антрацитовского районного отдела народного образования, также работал заведующим отделом учёта Боково-Антрацитовского районного комитета ЛКСМ Украины.
С октября 1938 года по ноябрь 1940 года служил в РККА в войсках НКВД.
С 1938 года по 1940 год заочно учился в Киевском государственном университете, но закончил только 2 курса.
С 1940 года член ВКП(б). С ноября 1940 года по 1941 год — заместитель партийного организатора и парторг шахты. В феврале 1942 года работал инструктор Черемховского городского комитета ВКП(б).
С июля 1942 года по февраль 1943 года воевал в Боково-Антрацитовском партизанском отряде.
С февраля 1943 года по январь 1948 года — 2 секретарь Боково-Антрацитовского районного комитета КП(б) Украины. С января 1948 по январь 1952 года первый секретарь Краснодонского районного комитета КП(б) Украины. С января 1952 по 1956 год — первый секретарь Кадиевского городского комитета КП(б) Украины.
В 1955 году окончил исторический факультет Воршиловградского педагогического института, в котором учился заочно.
С 1956 по март 1961 года второй секретарь Ворошиловградского — Луганского обкома КП Украины. С 21 января 1956 по 16 февраля 1960 года член Ревизионной комиссии КП Украины. С 19 февраля 1960 года по 27 сентября 1961 года — кандидат в члены ЦК КП Украины.
С марта 1961 года по январь 1963 года работал первым секретарём Луганского областного комитета КП Украины.
С 30 сентября 1961 года по 10 февраля 1976 года — член ЦК КП Украины. С 31 октября 1961 года по 24 февраля 1976 года член ЦК КПСС. С января 1963 по декабрь 1964 года — первый секретарь Луганского промышленного обкома КП Украины. С декабря 1964 года по декабрь 1973 года — первый секретарь Луганского (Ворошиловградского) областного комитета КП Украины. По инициативе В. В. Щербицкого был обвинён в служебных злоупотреблениях и снят с должности «за серьёзные недостатки в кадровой политике».
Затем работал заместителем генерального директора объединения «Артёмуголь» в Горловке. В 1989 вышел на пенсию и в 1991 вернулся в Луганск.
Умер в Луганске 20 апреля 1997 года.

## Образование
С 1934 года по 1937 год учился в Харьковском коммунистическом техникуме.
С 1938 года по 1940 год заочно учился в Киевском государственном университете, но закончил только 2 курса.
В 1955 году закончил в Воршиловградском педогагическом институте исторический факультет, учился в нём заочно.

## Итоги работы
При Шевченко в Луганске были построены:
- цирк,
- новые дома,
- новый железнодорожный вокзал,
- автомобильный вокзал,
- аэропорт,
- филармония,
- четыре с половиной тысяч баз для спорта,
- 2 тысячи площадок для спорта,
- 58 стадионов,
- 11 теннисных кортов,
- 39 бассейнов,
- Северодонецкий ледовый дворец,
- манеж для легкоатлетов[5].

При его поддержке в 1972 году футбольный клуб «Заря» стала чемпионом СССР по футболу. Это был первый раз, когда нестоличный клуб выиграл чемпионат СССР по футболу.

## Воспоминания современников
Шевченко считался очень жёстким руководителем. Каждый день ездил на какой-нибудь участок. Если там непорядок, то строго ругал подчинённых. Часто ходил в театр, а после представления заходил за кулисы и высказывал своё мнение артистам.

## Семья
Жену звали Катерина.
Сын - Святослав Владимирович Шевченко, преподаватель машиностроительного института.
Дочь - Лариса Владимировна Стойловская (Шевченко), педагог
Сестра - Зоя Васильевна Шевченко, секретарь райкома комсомола.

## Хобби
Владимир Васильевич два раза в неделю тренировался с волейболистами из «Звезды».

## Убеждения
Однажды Шевченко сказал:
Лучше строить футбольные поля и стадионы, чем тюрьмы.

## Награды
25 января 1948 года — орден «Знак Почёта».
29 апреля 1957 года и 18 сентября 1968 года награждён орденом Ленина.
8 августа 1964 года — орден Трудового Красного Знамени.

## Память
Луганский областной совет решил сделать 20 сентября Днём памяти Владимира Васильевича Шевченко.
Перед зданием, где раньше находился Луганский областной комитет, установлен бюст Шевченко, также и одна из улиц в Луганске носит имя Владимира Шевченко.
С 1994 года почётный гражданин города Луганска.